# Sumner (Maine)
Sumner ist eine Town im Oxford County des Bundesstaates Maine in den Vereinigten Staaten. Im Jahr 2020 lebten dort 994 Einwohner in 551 Haushalten auf einer Fläche von 116,21 km².

## Geographie
Nach dem United States Census Bureau hat Sumner eine Gesamtfläche von 116,21 km², von der 114,66 km² Land sind und 1,55 km² aus Gewässern bestehen.

### Geographische Lage
Sumner liegt im Osten des Oxford Countys. Der West Branch Nezinscot River, ein Quellfluss des Nezinscot Rivers, der ein Zufluss des Androscoggin Rivers ist, durchfließt das Gebiet der Town in südliche Richtung. Im Nordosten auf dem Gebiet der Town liegt der Labrador Pond und südwestlich von ihm der Pleasant Pond. Im Süden grenzt der North Pond an. Die Oberfläche des Gebietes ist hügelig, die höchste Erhebung ist der 649 m hohe Black Mountain

### Nachbargemeinden
Alle Entfernungen sind als Luftlinien zwischen den offiziellen Koordinaten der Orte aus der Volkszählung 2010 angegeben.
- Norden: Peru, 9,9 km
- Osten: Hartford, 9,8 km
- Süden: Buckfield, 15,4 km
- Südwesten: Paris, 15,7 km
- Westen: West Paris, 9,4 km
- Nordwesten: Woodstock, 8,8 km

### Stadtgliederung
In Sumner gibt es mehrere Siedlungsgebiete: Barrett, East Sumner, Redding, Sumner und West Sumner.

### Klima
Die mittlere Durchschnittstemperatur in Sumner liegt zwischen −7,8 °C (18 °F) im Januar und 20,6 °C (69 °F) im Juli. Damit ist der Ort gegenüber dem langjährigen Mittel Maines um etwa 2 Grad kühler. Die Schneefälle zwischen Oktober und Mai liegen mit deutlich mehr als zwei Metern (bei einem Spitzenwert im Januar von knapp 50 cm) ungefähr doppelt so hoch wie die mittlere Schneehöhe in den USA. Die tägliche Sonnenscheindauer liegt am unteren Rand des Wertespektrums der USA.

## Geschichte
Zunächst gehörte das Gebiet, welches am 13. Juni 1798 als Town Sumner eigenständig organisiert wurde, zu Hartford. Die Siedlungsgebiete wurden East und West Butterfield genannt und aus West Butterfield Plantation wurde Sumner. Benannt wurde Sumner nach Gouverneur Increase Sumner. Die Besiedlung startete im Südosten und die Siedler stammten aus dem Plymouth County in Massachusetts. Sie waren ehemalige Soldaten des Unabhängigkeitskrieges.
Teile der Plantation No. 2, später Franklin Plantation, heute Peru, wurden in den Jahren 1838, 1844 und 1863 hinzugenommen. An Buckfield wurde 1856 Land abgegeben.
Die Bahnstrecke Rumford Junction–Kennebago führt durch Sumner.

### Einwohnerentwicklung
| Volkszählungsergebnisse – Town of Sumner, Maine | Volkszählungsergebnisse – Town of Sumner, Maine | Volkszählungsergebnisse – Town of Sumner, Maine | Volkszählungsergebnisse – Town of Sumner, Maine | Volkszählungsergebnisse – Town of Sumner, Maine | Volkszählungsergebnisse – Town of Sumner, Maine | Volkszählungsergebnisse – Town of Sumner, Maine | Volkszählungsergebnisse – Town of Sumner, Maine | Volkszählungsergebnisse – Town of Sumner, Maine | Volkszählungsergebnisse – Town of Sumner, Maine | Volkszählungsergebnisse – Town of Sumner, Maine |
| Jahr                                            | 1800                                            | 1810                                            | 1820                                            | 1830                                            | 1840                                            | 1850                                            | 1860                                            | 1870                                            | 1880                                            | 1890                                            |
| ----------------------------------------------- | ----------------------------------------------- | ----------------------------------------------- | ----------------------------------------------- | ----------------------------------------------- | ----------------------------------------------- | ----------------------------------------------- | ----------------------------------------------- | ----------------------------------------------- | ----------------------------------------------- | ----------------------------------------------- |
| Einwohner                                       | 330                                             | 611                                             | 1055                                            | 1098                                            | 1269                                            | 1151                                            | 1154                                            | 1170                                            | 1014                                            | 901                                             |
| Jahr                                            | 1900                                            | 1910                                            | 1920                                            | 1930                                            | 1940                                            | 1950                                            | 1960                                            | 1970                                            | 1980                                            | 1990                                            |
| Einwohner                                       | 802                                             | 762                                             | 670                                             | 867                                             | 541                                             | 526                                             | 481                                             | 525                                             | 613                                             | 761                                             |
| Jahr                                            | 2000                                            | 2010                                            | 2020                                            | 2030                                            | 2040                                            | 2050                                            | 2060                                            | 2070                                            | 2080                                            | 2090                                            |
| Einwohner                                       | 854                                             | 939                                             | 994                                             |                                                 |                                                 |                                                 |                                                 |                                                 |                                                 |                                                 |

## Kultur und Sehenswürdigkeiten

### Bauwerke
In Sumner wurde das First Universalist Society of West Sumner 2002 unter Denkmalschutz gestellt und unter der Register-Nr. 02000850 ins National Register of Historic Places aufgenommen.

## Wirtschaft und Infrastruktur

### Verkehr
Die Maine State Route 219 verläuft in westöstliche Richtung durch das Gebiet von Sumner. Sie verbindet Sumner mit West Paris im Westen und Hartford im Osten.

### Öffentliche Einrichtungen
In Sumner gibt es kein eigenes Krankenhaus und keine medizinische Einrichtung. Die nächstgelegenen befinden sich im Rumford, West Paris, Paris und Canton.
Sumner hat keine eigene Bücherei. Die nächstgelegenen befinden sich in Buckfield, Paris und West Paris.

### Bildung
Sumner gehört mit Buckfield, Hanover, Hartford, Mexico, Roxbury und Rumford zum Western Foothills Regional School District (RSU #10).
Im Schulbezirk werden folgende Schulen angeboten:
- Buckfield Junior/Senior High School in Buckfield, Schulklassen 7 bis 12
- Hartford-Sumner Elementary School in Sumner, Schulklassen Pre-Kindergarten bis 6
- Meroby Elementary School in Mexico, Schulklassen Pre-Kindergarten bis 5
- Mountain Valley Middle School in Mexico, Schulklassen 6 bis 8
- Rumford Elementary School in Rumford, Schulklassen Pre-Kindergarten bis 5
- Mountain Valley High School in Rumford, Schulklassen 7 bis 12

## Persönlichkeiten

### Söhne und Töchter der Stadt
- Samuel F. Hersey (1812–1875), Politiker